# Corn Island
Las Islas del Maíz, oficialmente Corn Island, conforman un archipiélago ubicado en el mar Caribe y el municipio de Corn Island, perteneciente a la Región Autónoma de la Costa Caribe Sur en la República de Nicaragua. La cabecera municipal es la localidad de Brig Bay.
El archipiélago está compuesto por dos islas, Great Corn Island de 10 km² y Little Corn Island de 2,9 km², ubicadas a unos 70 kilómetros al oriente de la Costa Caribe Sur. Entre ambas islas conforman una superficie total de 12,9 km² aproximadamente y constituyen uno de los 12 municipios de la Región Autónoma de la Costa Caribe Sur.

## Etimología
El archipiélago caribeño ha sido referido con muchas denominaciones distintas durante los últimos miles de años, las dos más conocidas y documentadas son: «Limonares» y «del Maíz»; esta última con las respectivas traducciones a los diferentes idiomas que se han realizado.
El nombre «Limonares» o «Las Islas de Limonares» fue dado a estas dos islas por Cristóbal Colón en su cuarto y último viaje; en donde el 18 de septiembre de 1502 las habría descubierto. A pesar de que nunca las pisó como tal, sí las bautizó con el nombre de «Las Islas de Limonares» por apreciar de cerca desde su nave centenares de plantas de ese tipo.
En el libro Décadas del Nuevo Mundo de Pedro Mártir de Anglería, cita: “En efecto, a trece leguas al este franco de las Témporas, el Almirante descubrió dos islas, a las que llamó Limonares, por haber encontrado en ellas unas frutas parecidas a limones..." Este descubrimiento lo citó en su diario personal, en donde simplemente la mencionó junto a otros sitios que vio y le dio nombre.
El nombre actual, según los historiadores, fue dado por piratas franceses, quienes al llegar a la isla vieron una gran siembra de maíz, las cuales se presume fueron sembrados por los kukras, pobladores indígenas del archipiélago. Años después, el nombre île de maïs fue traducido al inglés en los escritos de navegantes y piratas ingleses, lo cual quiere decir Corn Island.

## Geografía
El municipio de Corn Island es geográficamente idéntico al archipiélago, se encuentra en el mar Caribe y dista entre 50 y 60 km de la Nicaragua continental; se compone de dos islas: Great Corn Island (Isla del Maíz) y Little Corn Island (Islita del Maíz). Little Corn Island se encuentra a 10 kilómetros al noreste de Great Corn Island. El área total del municipio es de 12,9 km², de los cuales la isla grande tiene 10 km² y la isla pequeña 2,9 km². El punto insular situado a mayor altitud es Mount Pleasant Hill (95 m s. n. m.).

## Historia

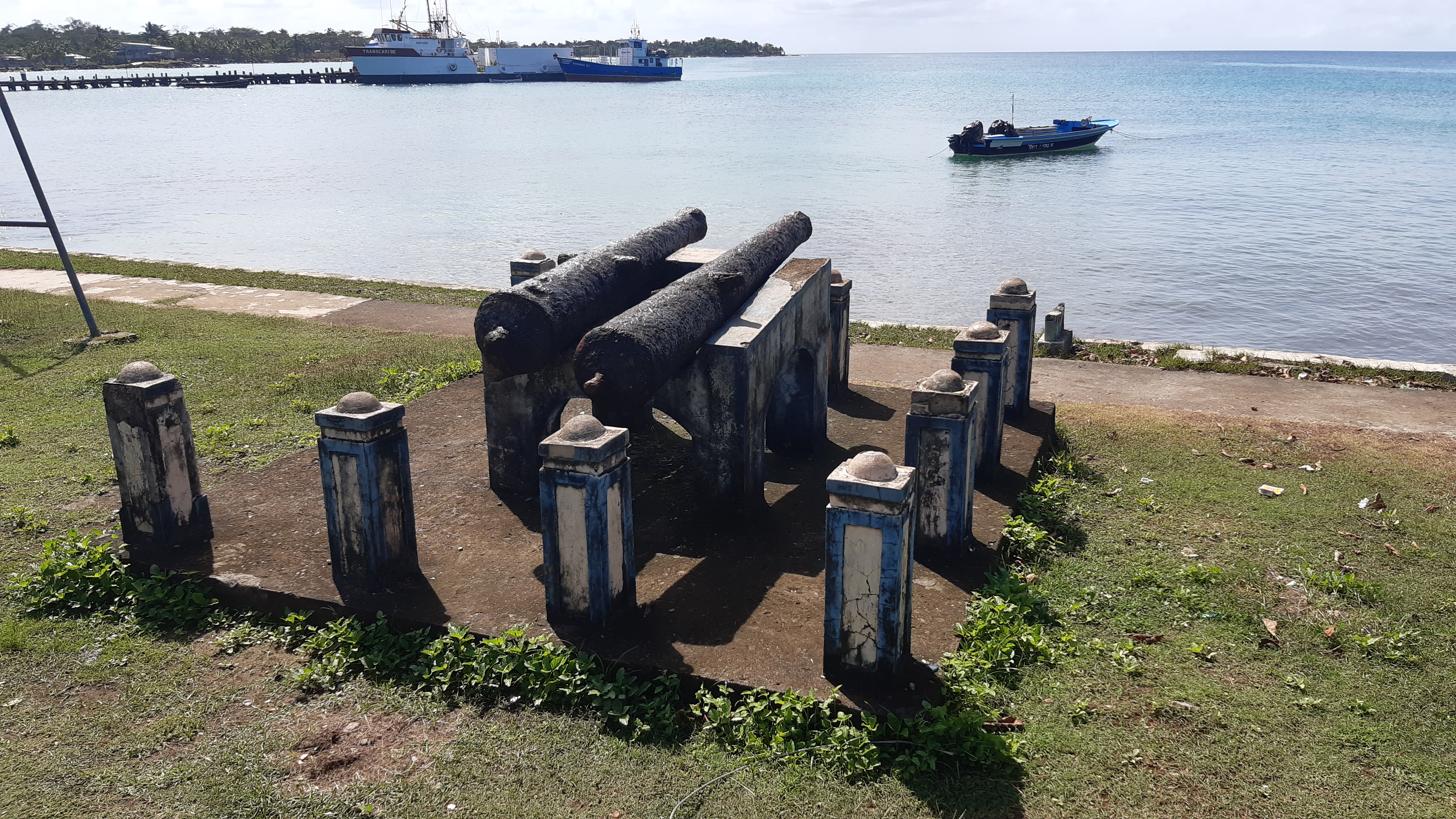
Cañón en exhibición con vista a Brig Bay en Big Corn Island

Según Edward Conzemius, etnólogo francés de Luxemburgo, en 1929 afirma en su artículo Les Îles Corn du Nicaragua («Las Islas Corn de Nicaragua»), que los primeros habitantes de Corn Island fueron los indígenas kukras, quienes fueron exterminados por los también autóctonos misquitos en alianza con los bucaneros ingleses.
Estos utilizaban la isla para reabastecerse de lefia, agua, reparación de sus buques y como soporte para sus actividades de pesca. Los colonos puritanos de origen británico llegaron a la isla a mediados del siglo XVIII, trayendo consigo sus esclavos de origen africano. Se sabe que vinieron desde Jamaica, estableciéndose en la Honduras Británica (hoy Belice) hasta llegar al litoral atlántico de Nicaragua.
Los primeros habitantes colonos habitaban preferentemente la parte sudoriental de la isla. Esto tenía sus razones: la altura de Quinn Hill ofrecía una vista panorámica hacia el mar, desde donde podían visualizar la llegada de barcos piratas al acercarse a Insurance Harbor, un puerto estratégico en la isla, que brindaba facilidades para anclar y descargar las embarcaciones. Este puerto de Insurance Harbor tiene, además, una importancia histórica, ya que en él desembarcó el coronel Alexander McDonald, superintendente de la Honduras Británica, un 27 de agosto de 1841.
Este superintendente fue quien mando a llamar a los esclavos, en el punto llamado South West Bay, para declararlos libres de la esclavitud, en nombre de la Reina Victoria de Gran Bretaña y el Rey Robert Charles Frederick de la Mosquitia.

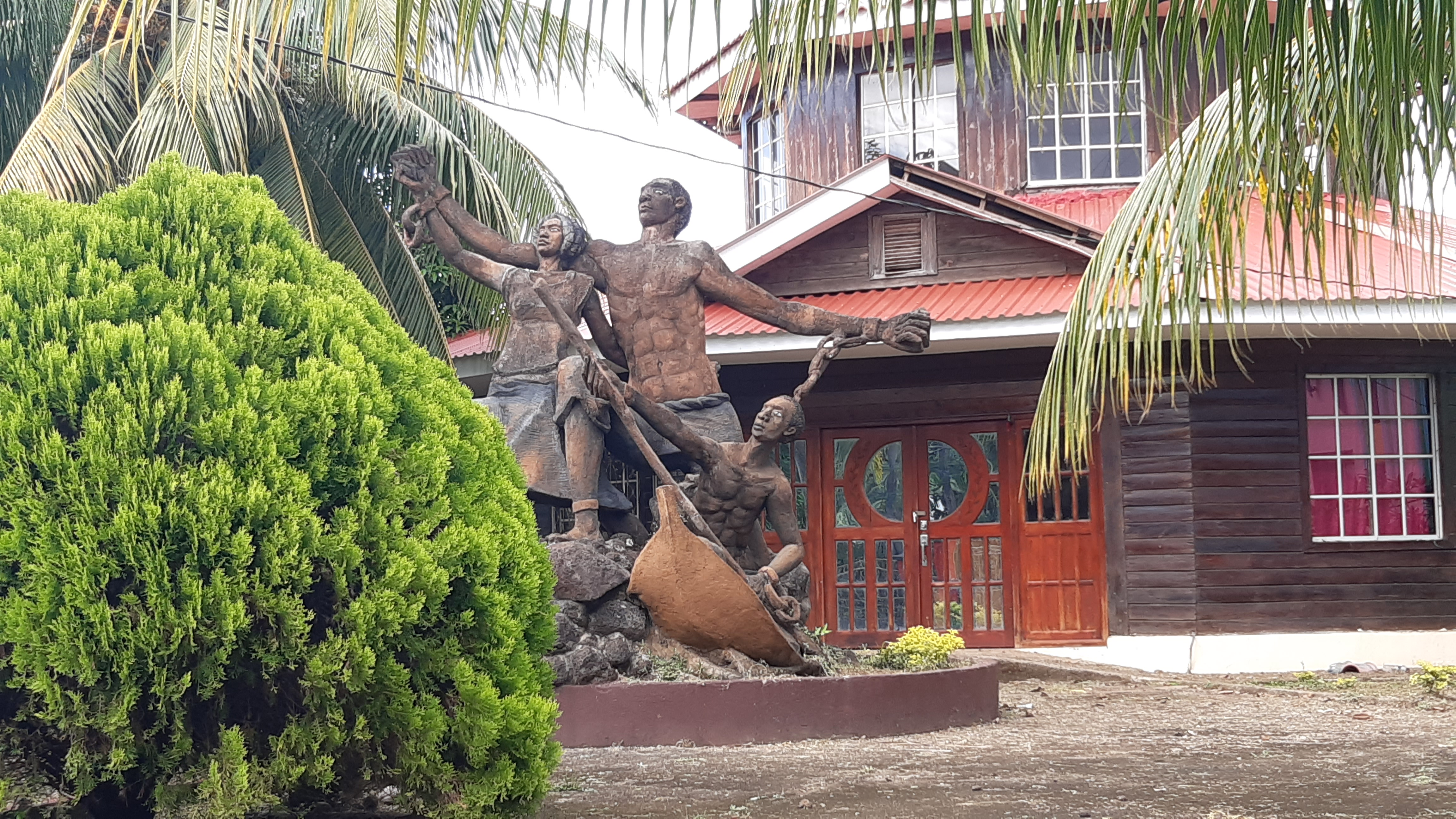
Monumento de la Emancipación, que conmemora la emancipación de los esclavos, ubicado frente al museo Casa de la Cultura en Isla del Maíz

Después del establecimiento de los colonos ingleses en Corn Island se da inicio a un proceso de transculturación. La mayoría de los colonos llegaron a estas islas como aventureros y exploradores en busca de fortunas y riquezas. Se establecieron permanentemente interrelacionándose con los esclavos. Producto de esta relación surge la descendencia criolla de Corn Island. En el transcurso del tiempo, esta descendencia fue asimilando y adaptando paulatinamente las costumbres y tradiciones de la cultura Inglesa. Es así como surge el perfil antrogenético de la etnia criolla de Corn Island.
Once años después de la emancipación de la esclavitud, el 25 de agosto de 1852 el reverendo Edward Kelly, proveniente de Honduras Británica, fundó la Iglesia y Escuela Bautista Ebenezer, primera iglesia y centro educativo en la isla. Kelly fue quién evangelizó a los cornaileños, ya que en años anteriores los moravos hicieron el intento pero no pudieron.
Corn Island, junto con la mitad oriental de Nicaragua, fue un protectorado del Imperio Británico desde 1655 hasta 1894, un período en el que la región fue llamada Costa de la Mosquitia. En algún momento, las islas fueron frecuentadas por piratas caribeños. En 1894 el Gobierno nicaragüense reclamó la zona. Las islas fueron entregadas a los Estados Unidos por 99 años de arrendamiento en virtud del Tratado Bryan-Chamorro del 5 de agosto de 1914: bajo los términos de ese tratado estaban sometidas a las leyes norteamericanas pero manteniéndose la soberanía nicaragüense.
En el año de 1940 Corn Island fue elevado a municipio en la Región de Zelaya (como se conocía la región en aquel entonces) por decreto presidencial.
Los estadounidenses mantuvieron el derecho a la utilidad real o potencial de las islas hasta el 25 de abril de 1971, fecha en la que fue oficialmente cancelado el acuerdo con la derogación del tratado Chamorro-Bryan, bajo la presidencia de Anastasio Somoza Debayle, del 14 de julio de 1970.
Antes de aquel acontecimiento la municipalidad contaba con un gobernador y no alcalde como es ahora. Los alcaldes anteriormente eran elegidos en una asamblea comunitaria, en donde aparte del máximo representante municipal, también se elegía al juez y secretario. Las primeras elecciones de voto popular en donde participó todo el pueblo fue a inicios del siglo XX.

## Demografía
Corn Island tiene una población actual de 7,912 habitantes. De la población total, el 47.9% son hombres y el 52.1% son mujeres. Casi el 100% de la población vive en la zona urbana.

### Población e idiomas
Los idiomas oficiales de Corn Island, al pertenecer a la Región Autónoma de la Costa Caribe Sur, son: el español (como en el resto de Nicaragua) al igual que los idiomas Misquito, Sumo, Rama, Kriol (Inglés criollo nicaragüense) y Garífuna.La actual población de las Islas del Maíz está compuesta por 14.000 personas aproximadamente, comprendida entre los nativos o los criollos, mestizos, misquitos y personas provenientes de varias ciudades de Europa y América del Norte.
Por la influencia y presencia de los ingleses y la migración de familias a la isla desde Europa y las islas del Caribe desde hace cuatro siglos, una gran parte de la población entiende y habla inglés, este con un acento propio-local o caribeño, la cual es conocida como inglés criollo nicaragüense o criollo costeño.
El misquito es el segundo idioma más hablado en Corn Island, principalmente en Great Corn Island, esto es debido a la migración de los misquitos desde lugares cercanos buscando trabajo, la mayoría  provenientes de la cuenca de Laguna de Perlas, Tasbapouni, Sandy Bay, y las comunidades de la Región Autónoma de la Costa Caribe Norte, particularmente de Puerto Cabezas.
Poco a poco la población mestiza se ha reducido a unas cuantas decenas, aunque al ser el español el idioma oficial y en el que se imparten las clases, todos los habitantes lo hablan bien.

## División política
El municipio Corn Island se subdivide en seis barrios, cinco están en Great Corn Island y el restante en Little Corn Island. En la actualidad Little Corn Island fue elevado a categoría de comunidad, pero históricamente es un barrio.
| Barrio             | Localización         | Principales sectores                                                       |
| Brig Bay           | Oeste                | Passion Street, Vicente, Promar, South West Bay, Woula Point, Broad Bay... |
| North End          | Noroeste             | North End                                                                  |
| Sally Peachie      | Noroeste             | Little Hill                                                                |
| South End          | Este                 | Long Bay, Mount Plesant                                                    |
| Quinn Hill         | Sur                  | Bluff Point                                                                |
| Little Corn Island | Isla a 13 km Noreste | The Village, Carib Town                                                    |

## Desastres naturales

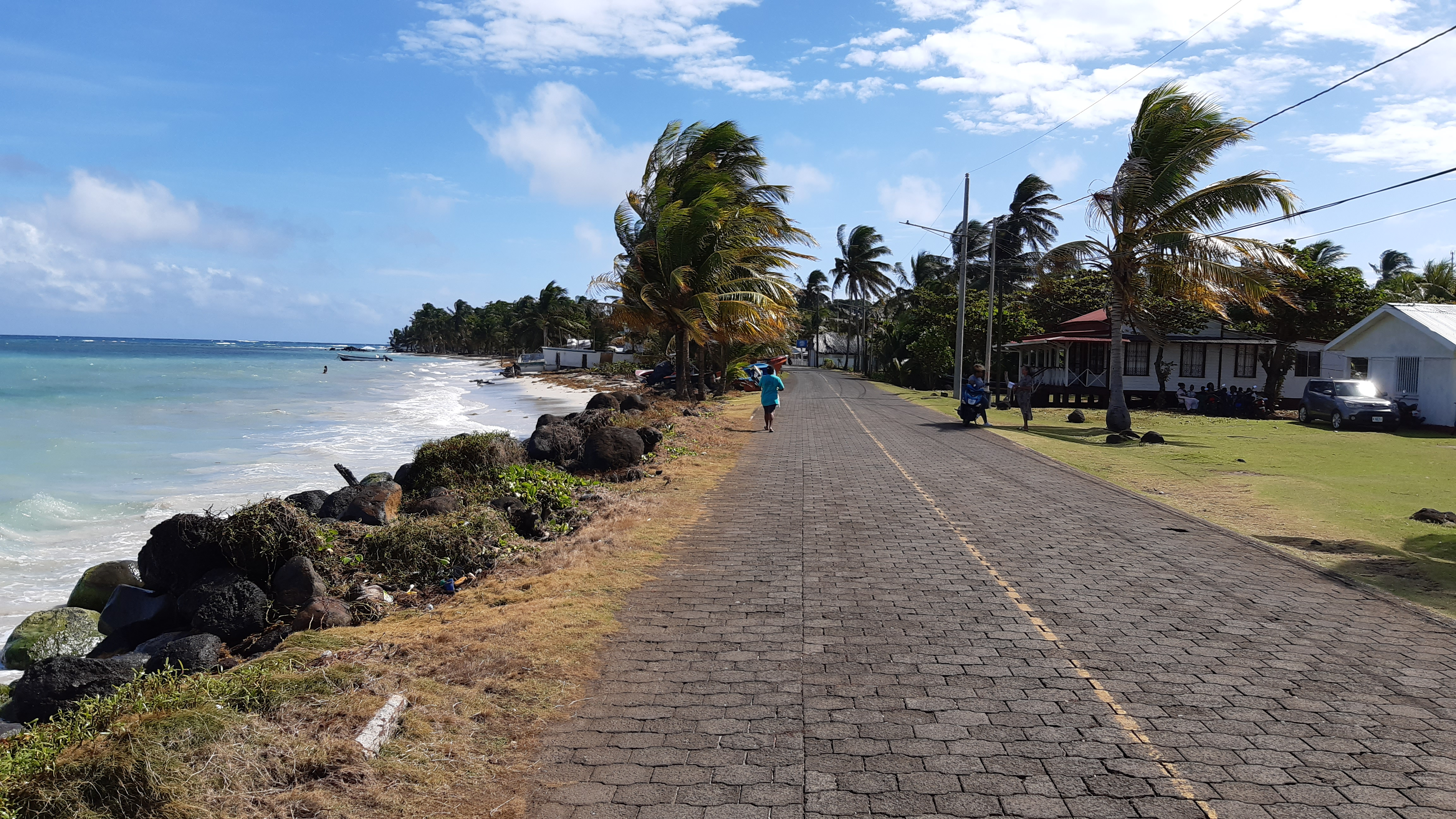
Una superficie de carretera típica en Big Corn Island.

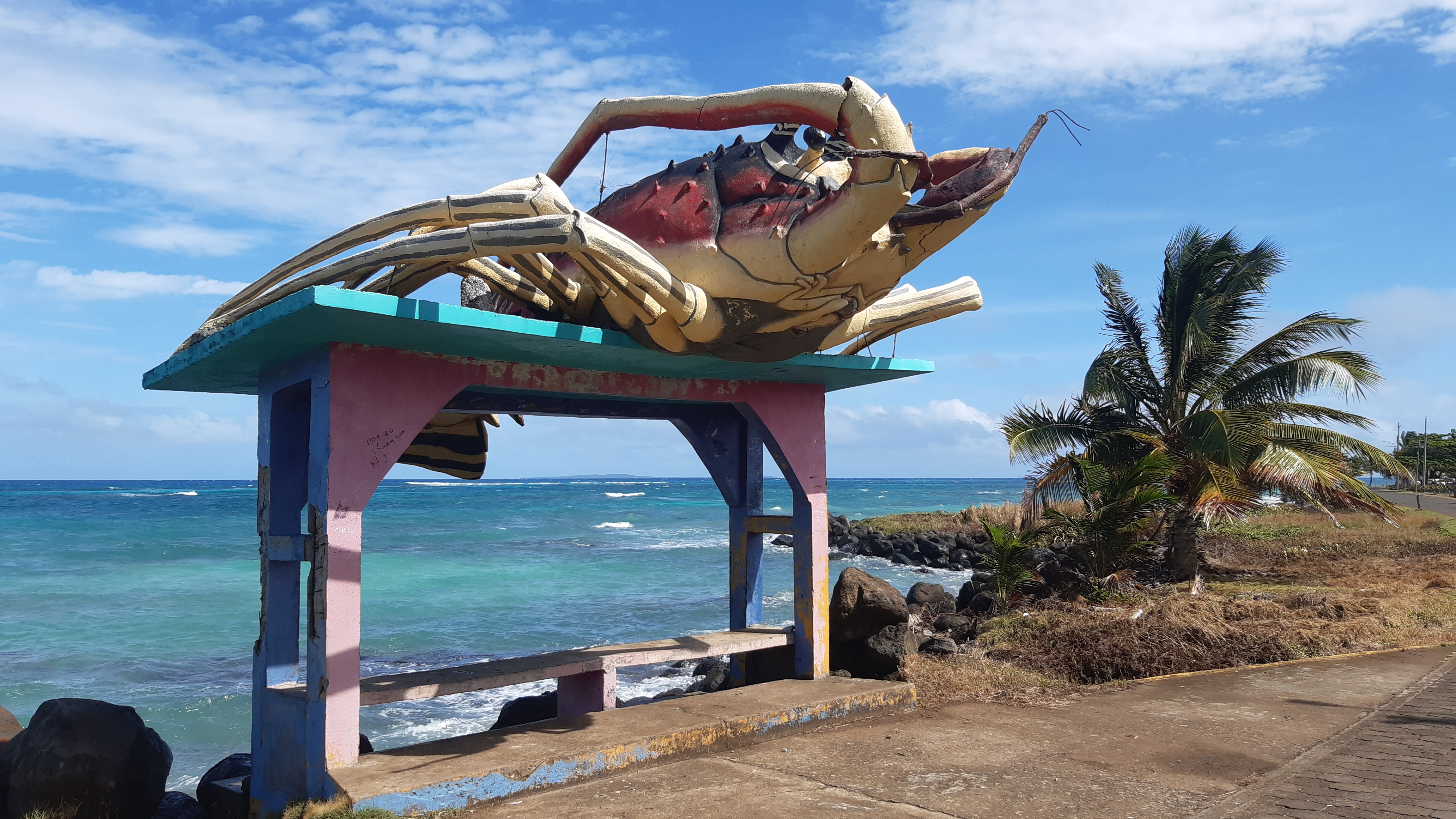
Una parada de autobús en la isla, con una estatua de langosta en la parte superior.

El primer desastre natural que recuerdan los pobladores de la Isla ocurrió en 1906. Este huracán destruyó totalmente la vegetación de la Isla. Se podía observar totalmente la isla de punta a punta.
Cuenta el reverendo Edward Kelly, en su diario personal, que después del desastre recibieron una ayuda solidaria de las islas de San Andrés y Providencia. Fue dinero en efectivo el cual se compartió equitativamente entre cada familia de la Isla.
El otro desastre que marcó dolorosamente a la Isla fue el huracán Joan el 21 de octubre de 1988. Este huracán destruyó más del 80 % de la vegetación de la isla, principalmente los árboles de coco y frutales, lo que repercutió en la economía del municipio.
En el año 2009 el huracán Ida pasó cerca de las Islas del Maíz provocando vientos fuertes y mareas alta, dejando daños menores. En el 2016 el huracán Otto amenazó a las islas de Corn Island y la Costa Caribe Sur de Nicaragua; este fenómeno provocó vientos de más de 35 km, marea y olas altas; y una de las erosiones más grande en la historia de las Corn Island, consumiendo gran cantidad de la zona costera de las islas.
En noviembre del 2020, tras el impacto de los huracanes Eta e Iota en la Costa Caribe Norte de Nicaragua, las Islas del Maíz volvieron a sufrir una de sus peores erosiones en los últimos años, consumiendo gran parte de la histórica playa de Southwest Bay y provocando inundaciones en el sector de Broad Bay, Promar.
Las islas fueron impactadas nuevamente por un feroz huracán de categoría uno, se trata del huracán Julia que entró por el norte de Little Corn Island a inicios de octubre de 2022. Julia dejó graves daños materiales, especialmente al lado sureste de Great Corn Island y en Little Corn Island.

## Economía

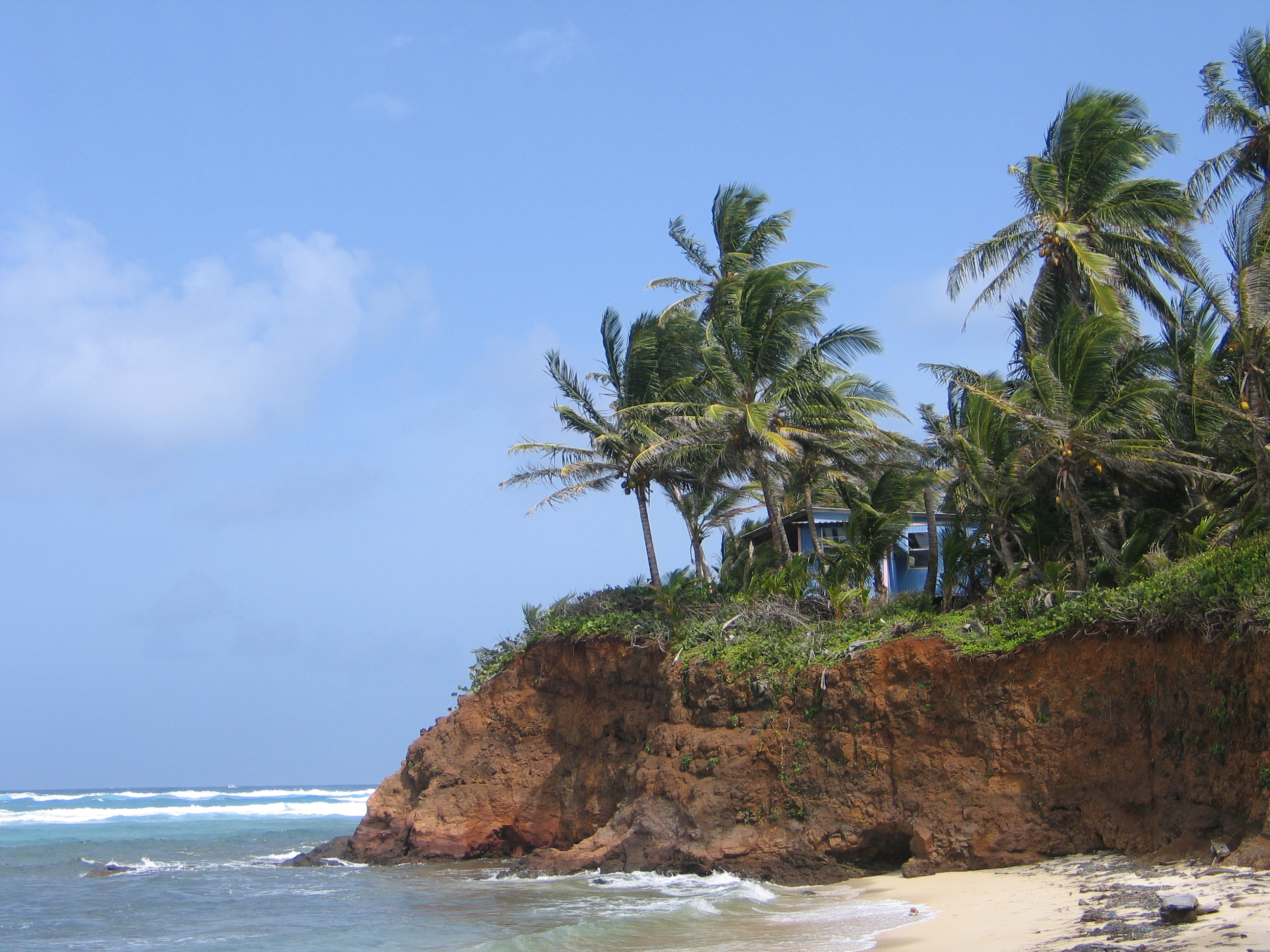
Costa de Little Corn Island

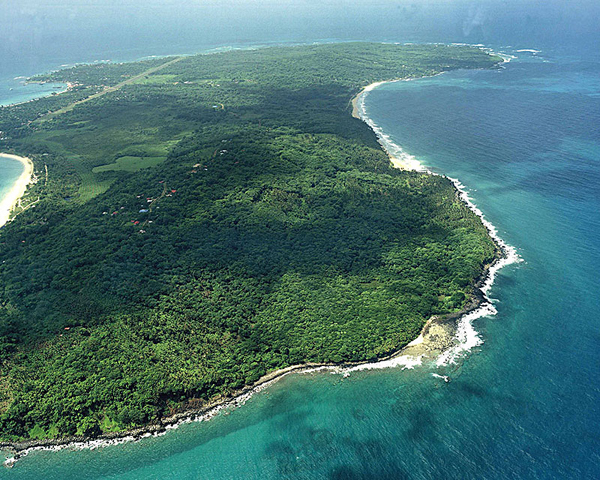
Vista aérea de la Isla de Maíz

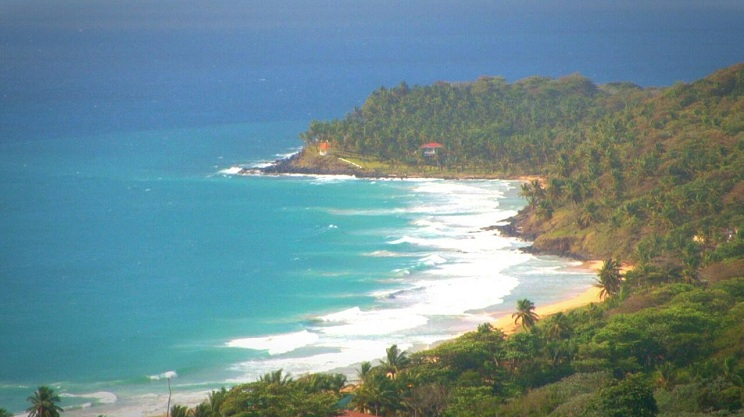
Bahía Long, Isla del Maíz

La economía de las Islas del Maíz se basa fundamentalmente en la pesca, procesamiento y exportación de los productos marítimos, así como la producción de aceite de coco (procesamiento de la copra). El sector agropecuario se encuentra en segundo lugar debido a la alta salinidad que presentan los suelos en la zona, no siendo aptos para la agricultura.
Durante las últimas décadas el turismo se ha convertido en una de las principales actividades económicas de Great y Little Corn Island, permitiendo el crecimiento de los negocios relacionados al sector y de la comunidad como tal. El gobierno de Nicaragua a través del Instituto Nicaragüense de Turismo y el gobierno municipal insular han ejecutado una serie de proyectos y programas que contribuyen al desarrollo del sector turístico.

## Política

### Sistema político
Desde el año de 1940 el municipio isleño es gobernado por un Concejo Municipal, encabezado por el alcalde, vicealcalde y secretario del concejo, ya que anteriormente la forma de gobierno del territorio fue por medio de un gobernador, aunque mucho antes de eso en el territorio existía un militar que era delegado por el gobierno de Bluefields. Little Corn Island por ser una comunidad y parte del archipiélago de Corn Island cuenta con un delegado de gobierno o «alcaldito», quien representa al gobierno municipal en dicha zona. El alcaldito es nombrado por el alcalde. Desde 1997, Corn Island elige sus autoridades por medio de voto popular.

### Actualidad
Por mandato de la Ley 28 (Estatuto de Autonomía de la Costa Caribe de Nicaragua) Corn Island tiene derecho a participar en los comicios regionales para elegir al parlamento del Caribe Sur (Consejo Regional Autónomo de la Costa Caribe Sur - CRACCS), la cual posteriormente en sesión ordinaria elige al gobernador, presidente del consejo, comisiones y distintas secretarias de la región. Las elecciones regionales se realiza el primer domingo de marzo de cada 5 años.
En la actualidad el alcalde de Corn Island es el señor Cleaveland Webster, quien en 1979 a sus 19 años también fue alcalde. La actual vicealcaldesa es la señora Marisol Hebbert y la secretario del Concejo Municipal la señora Narsha Benneth. El partido político de gobierno actualmente en la isla es el Frente Sandinista de Liberación Nacional, la cual ganó las elecciones municipales en el 2017 con más del 85 % de votos.
A mediados del año 2017 Shaira Downs, originaria de Corn Island y quien representa a dicha municipalidad en el parlamento regional desde 2014 fue elegida como Gobernadora de la Región Autónoma de la Costa Caribe Sur, siendo a la vez coordinadora del Gobierno Regional Autónomo de la Costa Caribe Sur (G.R.A.C.C.S). Es la primera personalidad de Corn Island en asumir dicho cargo y también la primera mujer afrocaribeña. El 4 de mayo de 2019 fue elegida como presidenta del Concejo Regional Autónomo de la Costa Caribe Sur, tras ser reelecta en las elecciones de noviembre del 2018. 
En febrero de 2024, la vicealcadesa de Corn Island del periodo 2018 a 2024, Nadeska Cuthbert, fue nombrada Embajadora de Nicaragua en Zimbabue por el Gobierno de Nicaragua, convirtiéndose en la primera mujer de Corn Island en ocupar un cargo diplomático.  
Durante los últimos años el establecimiento de instituciones estatales en Corn Island ha sido bastante notable debido a la demanda y necesidad para el desarrollo y atención a la comunidad. Una de las primeras fue la Policía Nacional, Ejército: Fuerza Naval y Aérea; Juzgado, Fiscalía, Ministerio de Educación, Ministerio de la Familia, Ministerio de Salud, Instituto Nicaragüense de Turismo, Instituto Nicaragüense de Pesca, Instituto Nicaragüense de Deporte, Ministerio de Gobernación, Aduanas y Relaciones Externas; y la última que es el Cuerpo Municipal de Bomberos, la cual fue iniciativa del Gobierno Municipal con el apoyo de la Dirección General de Bomberos.

## Símbolos

### Bandera
La actual bandera de Corn Island está compuesto por tres franjas rectangulares de color verde turquesa, blanco y café; y en su centro el escudo municipal. Fue creado por Shayron Tower el 26 de agosto del año 2009 en concurso realizado por el Gobierno Municipal. 
Significado de los colores
- Verde turquesa: Representa al mar Caribe, tricolor y cristalina la cual baña las costas de las Islas del Maíz con sus oleadas y que a su vez es el único límite territorial de la municipalidad
- Blanco: Simboliza la paz y la unidad entre el pueblo multiétnico y multilingüístico del archipiélago, y la emancipación de aquellos hombres y mujeres quienes eran esclavizados en estas tierras y que fueron liberados en 1841 por orden de la Reina Victoria I de Gran Bretaña e Irlanda y el rey Robert Charles Frederic de la Mosquitia.
- Café: Representa al suelo y las tierras cornaileñas, histórico y fértil la cual produce centenares de cultivos y a su vez es herencia ancestral.

### Escudo de armas
El escudo municipal está compuesto por un timón en representación de la mayor actividad económica de la municipalidad la cual es la pesca, y en ella se encuentra de izquierda a derecha las palabras CORN ISLAND, NICARAGUA – RACCS, este último son las siglas de la región o departamento donde se encuentra el municipio (Región Autónoma de la Costa Caribe Sur) a como se establece o escribe constitucionalmente. El escudo de armas municipal ha existido desde mucho antes de la bandera, fue creada en el año 2005 por Jostin Goyo y aprobado por el Consejo Municipal ese mismo año.

### Himno
El himno de Corn Island, conocida popularmente como Corn Island Song fue escrita por la profesora Arlene Hodgson en el año de 1988. 

## Gastronomía
La gastronomía de las Islas del Maíz es variada, la mayoría de los platillos son de mariscos y a base de coco; el platillo típico  es la sopa de cangrejo, el rondón, pescado frito, arroz con camarones, sopa de res, gallo pinto con coco, entre otras.

## Cultura y tradiciones
La cultura, costumbres y tradiciones de las islas de Corn Island son en su mayoría legados de la cultura inglesa, africana y también del resto de islas caribeñas.

### Bailes
Los bailes típicos del archipiélago son varios; dentro de ellos se pueden destacar: el palo de mayo, soca, calipso, souls, country, entre otras.

### Música
Algunos de los géneros musicales más populares en Corn Island y que históricamente han tenido siempre presencia en el municipio gracias al legado de los ingleses y pueblos afrocaribeños son el reggae, soca, calipso, dancehall, mentó, souls, schottische, waltz, polka de influencia euro-caribeña, country, entre otras.
Las Islas del Maíz han tenido varios compositores quienes han contribuido al legado musical del Caribe, siendo los principales Vertic Hodgson, Quito Downs, Peter Lampson, entre otros.  

### Juegos
Kitty Alley, carrera en caballo, carrera de cinta, brown girl in the ring, down on the carpet, dominó, etc.

## Patrimonio

### Patrimonio turístico nacional
El 16 de octubre de 2013 la Asamblea Nacional declaró al municipio de Corn Island como Patrimonio Turístico Nacional por medio de la Ley 848 la cual fue publicada en La Gaceta N.º 207 del 31 de octubre de 2013, siendo el único lugar en toda Nicaragua en llevar dicho título.

### Área protegida
Desde 2021, Corn Island es parte de la lista de áreas protegidas de Nicaragua. La Asamblea Nacional del país declaró las islas como Área Protegida bajo la categoría de Paisaje y Terrestre Marino el 13 de octubre de 2021. Desde abril de 2021, Corn Island prohíbe el ingreso y uso de plásticos no reutilizables, esto como parte de una serie de acciones para preservar el medioambiente de las islas.

## Religión

### Cristianismo
A diferencia del pacífico de Nicaragua, en Corn Island existe varias denominaciones cristianas o religiosas, siendo las predominantes la Bautista, Morava, Adventista del Séptimo Día, Católica, la Anglicana y las Iglesias Evangélicas. También hay presencia de los Testigos de Jehová y la Iglesia Bautista del Séptimo Día.
La primera institución religiosa o iglesia en establecer en el municipio fue la Iglesia Bautista Ebenezer, la cual el 25 de agosto del año de 1852 fue fundada por el Reverendo Edward Kelly, proveniente de la Honduras Británica, hoy Belice. Kelly también fundó la Escuela Bautista Ebenezer, de esta manera iniciando un proceso de evangelización y alfabetización en el municipio. Los Moravos de Bluefields intentaron evangelizar a la población de Corn Island mucho antes de los Bautistas, pero la población no accedió, concediendo la oportunidad al misionero bautista.
A inicios del siglo XX visitó Corn Island en numerosas ocasiones el sacerdote católico Alberto Stroebel quien era de la Isla de San Andrés, pero no fue hasta el año de 1924 cuando misioneros capuchinos de origen español, quienes laboraban en el entonces Vicariato Apostólico de Bluefields, se dieron la tarea de visitar a la Isla del Caribe Sur de Nicaragua para poder profetizar el evangelio de Dios, los Santos Misterios y la fe católica. A partir del año de 1948, Padre Fray Camilo Doerfler, capuchino de origen estadounidense visitó por primera vez Corn Island, y desde aquel entonces empezó a trabajar con la feligresía, enamorándose de la paradisiaca isla del Caribe; el presbítero realizaba entre cuatro y cinco visitas al año a Corn Island. Es el personaje más emblemático de la Iglesia Católica de Corn Island, por su gestión y por haber fundado la actual escuela católica en 1958.
El 8 de abril de 1958, Monseñor Matteo Aloisio Niedhammer y Yaeckle, Obispo del Vicariato Apostólico de Bluefields designó a la Virgen María bajo la advocación de Nuestra Señora Estrella del Mar como patrona de Corn Island y Little Corn Island (advocación que se celebra el 16 de julio en el día de la Virgen del Carmen). Ese mismo año fueron abiertas las puertas del primer templo de la Iglesia Nuestra Señora Estrella del Mar.
Las iglesias Morava y Adventista empezaron a establecerse en Corn Island entre 1903-1915, las cuales igual empezaron a promover el evangelio y la educación entre la población. Ya en los años 1960 existían diversas denominaciones y subiglesias de las mismas. A partir de los 85 años en adelante las iglesias evangélicas empezaron a establecerse en las islas de Great Corn Island y Little Corn Island.

## Transporte

### Aire
Las Islas del Maíz están a unos 70 kilómetros de Bluefields. El aeropuerto de Corn Island en la localidad de Brig Bay es servido por las aerolíneas La Costeña desde Bluefields y Managua.

### Mar
Se puede llegar a Great Corn Island en un barco de carga que sale dos o tres veces por semana desde El Rama a través del río Escondido con su desembocadura en Bluefields. Estos barcos no suelen tener mucho espacio para pasajeros y el viaje puede durar 12 horas. Desde Bluefields, los pasajeros también pueden usar un ferry del gobierno una vez a la semana, un viaje de alrededor de 5 horas. El faro de la Isla Pequeña del Maíz se encuentra en Little Corn Island.

## Educación

### Sistema educativo
El sistema educativo en Corn Island es bilingüe, aunque por orientación del Ministerio de Educación las clases tienen que ser impartidas en español por ser el idioma oficial de la república, por tal razón los libros de textos son en español. Por mandato de la Ley 28 (Estatuto de Autonomía de la Costa Caribe) y la Ley General de Educación de Nicaragua (Ley 582) en Corn Island y en los demás municipios de la Costa Caribe de Nicaragua los estudiantes tienen derecho a que sus maestros les expliquen parte de sus clases en su lenguaje materno, en este caso el estatuto de autonomía hace referencia a que: "cada ciudadano del caribe tiene derecho a expresarse en su idioma materno" por eso se toma en cuenta el multilingüismo en las aulas de clases. Está iniciativa la promueve la Secretaria Regional de Educación.
Actualmente existen en el archipiélago 11 centros educativos, incluyendo la de Little Corn Island, dividiéndose en colegios y escuelas laicas y religiosas. Los únicos centros de educación secundaria que existe en la Isla es el Colegio Bautista Ebenezer (también de educación primaria), el Instituto Nacional Alva Hooker Downs y la Escuela La Islita en Little Corn Island. Existe también el Centro de Desarrollo Infantil (CDI) la cual es propiedad de la Alcaldía Municipal y la Escuela de Educación Inicial 'Fays Angels'.
En el caso de la educación superior, en el año 2000, la Bluefields Indian and Caribean University (BICU) inauguró un módulo en Corn Island, bajo la dirección de la Lic. Gay Downs Halford. Luego, en el año 2005, bajo la dirección de la Lic. Delia Downs White se gradúan los primeros 14 alumnos en la Licenciatura de Psicopedagogía. BICU Corn Island ofrece en la actualidad las carreras de Administración de Empresas, licenciatura en Derecho, Inglés, Biología Marina, entre otras.
También existe la Escuela Municipal de Oficios y el Instituto Tecnológico Nacional (INATEC) las cuales imparten cursos técnicos a bachilleres y no bachilleres. Esta es una iniciativa del Gobierno Nacional y que existe en otras partes del país.

## Deportes
Los deportes más populares son el béisbol (baseball), baloncesto (basketball), voleibol (volleyball), fútbol (football), el buceo y snorkeling. 
Localmente hay distintas infraestructuras deportivas, tanto en Great Corn Island como en Little Corn Island, que facilitan la práctica de estos deportes.  
En Great Corn Island está el Gimnasio Multiusos Ervin Owl Humphreys, el Estadio Municipal de Béisbol Karen Tucker, considerado uno de los mejores estadio de béisbol del Caribe de Nicaragua y la primera en contar con luminarias y pizarra electrónica; el Estadio de Pequeñas Ligas Cheslor Cuthbert, el Estadio Municipal de Fútbol Cleveland Webster y el Campo Multideportivo Rodrigo Campbell en el parque municipal son otros sitios deportivas en la isla mayor. Little Corn Island cuenta con el Estadio Comunal Walter Hunter Sjogreen y la cancha de basquetbol contiguo a la escuela. 
En varias ocasiones Corn Island ha sido sede de torneos deportivos municipales, regionales y nacionales, esto es debido a la capacidad de sus campos y centros deportivos. Además ha sido campeón de la Serie de Béisbol del Caribe Nicaragüense (anteriormente llamada Serie de Béisbol del Atántico), torneos de béisbol infantil y juvenil, torneo de baloncesto regional, torneo regional de fútbol, entre otros. 
Los deportes como el esnórquel y el buceo, son practicados por la mayoría de los locales, ofrecidas también como servicio a los turistas que visitan las islas. La pesca deportiva es otro deporte que se práctica, incluso se han realizado concursos municipales.
El boxeo también ha surgido en los últimos años, siendo promovido por las instancias deportivas nacionales, de manera que la juventud que este interesado en este deporte la pueda poner en práctica. 
El motociclismo de velocidad también es otro deporte contemporáneo que la juventud esta poniendo en práctica en Corn Island, destacando que esto se realiza en un punto específico con la supervisión policial.